# فتح سمرقند توسط نادرشاه افشار
فتح سمرقند که یکی از کانون‌های سیاسی و مالی فرارود بود در فرایند لشکرکشی به آسیای میانه از سوی نادرشاه افشار انجام گرفت. از دید نادرشاه که از شیفتگان امیر تیمور بود، سمرقند معنایی نمادین داشت.
این گشایش به سال ۱۷۴۰ برمی‌گردد و می‌توان گفت نادرشاه بی هیچ درگیری‌ای به سمرقند درآمد.
بر پایه افسانه‌ها، نادرشاه درهای دوگانه مسجد بی‌بی خانم (ساخته شده از زر، سیم، سنگ‌های ارزشمند، گوهرها و دیگر فلزات گران‌بها) و شماری از معماران، هنرمندان و دانشمندان را به تختگاه پادشاهی افشار آورد.

## زمینه
ریشه‌های لشکرکشی‌ای که به گشایش سمرقند انجامید در دهه ۱۷۳۰ نمایان شد. در این زمان نادر در لشکرکشی هند بود و فرزند او شاهزاده رضاقلی میرزا کامیاب شده‌بود چندین پیروزی درخشان بر کشورهای آسیای میانه به دست آورد. گشایش خیوه از سوی رضاقلی خشم ایلبارخان فرمانروای خیوه را برانگیخت و او به رضاقلی هشدار پاتک داد. از آنجایی که نادر خود فرسنگ‌ها دورتر بود، به پسرش دستور داد تا به جنگ پایان دهد. برنامه او این بود که پس از بازگشت نبرد بزرگ‌تری را زیر فرماندهی خود انجام دهد.
نادر پس از پیوست کردن خیوه به خاک خود، ایلبارس را به‌دار آویخت و ابوالفیض خان را جایگزین او کرد چون نادر می‌اندیشید که ابوالفیض خان به افشاریان وفادارتر خواهد بود. در پی این لشکرکشی، پیروزی بر آسیای میانه به دست آمد که می‌توان گفت هیچ‌یک از فرمانروایی‌های پیشین این سرزمین که یکی‌شان صفویان بودند، نتوانستند به آن دست یابند.

## آغاز لشگرکشی به آسیای میانه
نادرشاه می‌خواست فرارود را بگشاید. برای نخستین گام، او پلی بر روی آمودریا ساخت. پهنای این پل به اندازه گذر دو شتر با بار از کنار هم، باید می‌بود. پس از ساخت پل که ۴۵ روز به درازا انجامید، با دستور نادر برج و باروهایی در دو سوی پل ساخته شد. پنج هزار سرباز در هر سوی گمارده شدند. پس از این پیش‌بینی‌ها، لشکر افشاری به فرماندهی نادرشاه به سوی بخارا لشکرکشی کرد و با اینکه خستگی ارتش، بسیار بود به زودی دست به تاخت‌وتاز زد.
نادرشاه از لشگرگاه کرانه آمودریا هنگی دربردارنده هشت هزار سرباز برای گرفتن شهر چارجو نزد رضا قلی میرزا فرستاد. یکی دیگر از فرماندهان، علی‌قلی‌خان، گمارده شد که رو به شهرهای خاور رودخانه پیشروی کند و بخش‌های پیوست‌نشده را بگشاید. زمانی که رضاقلی‌میرزا به چارجو نزدیک شد، شهر رها شده بود. مردم شهر با شنیدن نزدیک شدن سپاه افشاری، شهر را رها کردند و به خوارزم رفتند. علی‌قلی‌خان نیز بی‌آنکه با ایستادگی چندانی رویارو شود، بخش‌های بایسته را به دست آورد.
ابوالفیض خان فرمانروای بخارا از توان لشکر نادر ترسید و وزیر اتالیق را به لشگرگاه نادر فرستاد. نادر فرستاده را ارج نهاد و پیشنهاد پایان جنگ او را پذیرفت، ولی پیشنهاد ابوالفیض خان برای دیدار در قره‌گل را نپذیرفت. نادر گفت اگر ابوالفیض خان آشتی و آرامش می‌خواست باید خودش به این لشکرگاه می‌آمد و این درخواست از سوی ابوالفیض پذیرفته شد. ولی در این هنگام ابوالفیض خان را آگاهاندند که لشکری با ۱۰۰ هزار سرباز که از تبارهای گوناگون گرد آمده بودند، آماده کمک به او هستند. او به شکست نادر با این ارتش و افزایش نیرومندی خود در این سرزمین اندیشید و از گفتگو با نادر دربارهٔ پایان جنگ خودداری کرد. بسیاری از بلندپایگان و سران ارتش ترکستان نیز از خواست ابوالفیض خان برای جنگ با نادر پشتیبانی کردند. در پایان ابوالفیض خان لشگریان خود را آماده کرد و از بخارا را به‌راه افتاد. او می‌خواست در جایی به نام اسلام که در دو فرسنگی بخارا جای دارد، با نادر رویارویی کند. نادر پس از آنکه دید ابوالفیض خان پیدایش نیست، پیشاهنگانش از کار ابوالفیض آگاهاندندش پس نادر با سرداران خود به گفتگو پرداخت. برای فراهم کردن امنیت نیروها کار نگهبانی به گروهی با ۳۰۰۰ سرباز به سرپرستی حاجی‌خان کُرد و قاسم‌بای افشار محول شد. این یگان نگهبانی پیرامون قطرتوت با یگان نگهبانی ابوالفیض خان رو در رو شد و نبردی بین آنها درگرفت. سپاهیان نادر در این نبرد سنگین پیروز شدند.

## دست یافتن به بخارا
توپخانه نادرشاه آسیب سنگینی به سپاهیان ابوالفیض خان زد. نیروهای ازبک و ترکمن برای نخستین بار با توپ رویارو شدند که به سردرگمی آنها انجامید. به ویژه، نیروهای میانه سپاه با هم برخورد می‌کردند.
ولی سپاهیان ابوالفیض خان عقب‌نشینی نکردند. هنگامی‌که دیدند نمی‌توانند از میانه آوردگاه پیشروی کنند، از دو سوی که توپ‌ها کار نمی‌کردند، به دشمن تاختند. به هر روی، تلاش‌های دو سوی جنگ، زمینه را برای افزایش نبردهای نزدیک فراهم کرد.
با اینکه تنش فراوانی درگرفت، نادرشاه توانست یگان ویژه‌ای از سپاهیان خود را به سوی جایگاهی که ابوالفیض خان ایستاده بود راهبری کند.
این کار توان جنگی سپاهیان ترکستان را از میان برد. سردار آگیلی با دیدن از هم پاشیدگی درجات عمومی، میدان جنگ را رها کرد و به پشت برگشت. پس ابوالفیض خان دانست که بی‌گمان نمی‌تواند پیروز شود و به دژ بخارا عقب‌نشینی کرد.
ابوالفیض خان که دریافت در برابر نادر پیروز نخواهد شد، بار دیگر پیکی فرستاد و گفت خواهان پایان جنگ است. نادرشاه این پیشنهاد آشتی را پذیرفت و حتی به‌همراه پیک‌ها پیشکش‌های ارزنده‌ای برای او فرستاد.
پس از پایان جنگ با ابوالفیض خان، نادرشاه سوی بخارا به‌راه افتاد. او برای اینکه مردم بخارا را به ناگواری نیندازد، تأمین نیروها را به حکیم اتالیق سپرد. در زمان ماندن نادرشاه در بخارا، حکیم اتالیق ناچار بود خوراک سپاهیان نادر را فراهم کند.
به فرماندهان نیروها دستور داده شد که رزمندگان نباید دردسری برای مردم بومی در زمینه خوراک و پذیرایی پدیدآورند. نادرشاه همچنین به فرماندهان دستور داد تا آرایش و سامان را در میان سپاهیان زیر فرمان خود نگه دارند.
بر بنیاد دستور نادر، کسانی که به مردم بومی دست‌درازی کنند و سامانمندی سپاه را زیر پا گذارند باید دستگیر و به دار آویخته شوند. پس از درآمدن به بخارا خطبه ای به نام نادرشاه خوانده شد و سکه‌ای ضرب شد. و اینگونه برنامه به‌دست آوردن شهر سمرقند در پیش بود.

## گشایش سمرقند
ارتش نادرشاه در سال ۱۷۴۰ به سمرقند تاخت. در آن زمان خانات بخارا پیشاپیش به سرزمین‌های نادرشاه پیوست شده‌بود.
از دید نادرشاه که از شیفتگان امیر تیمور بود، سمرقند معنایی نمادین داشت. می‌توان گفت نادر بی هیچ درگیری‌ای به سمرقند درآمد. و از آنجا آماده لشکرکشی به سوی ایلبارخان شد که همچنان هشداری برای فرمانروایی او بود.
نادرشاه که به سادگی سمرقند را گشود خبر رسید که لشکری دربرگیرنده ۲۰ هزار سرباز از نیروهای سمرقند، بخارا و خوقند به او نزدیک می‌شوند.
لشکری به رهبری لطف‌علی‌خان برای رویارویی با آنها فرستاده شد و با اینکه شورشیان از این لشکر افشاری آگاه شدند و عقب‌نشینی را آغاز کردند، لطف‌علی‌خان توانست به آنها برسد و لشکر آنها را شکست دهد.
بر پایه افسانه‌ها، نادرشاه درهای دوگانه مسجد بی‌بی خانم (ساخته شده از زر، سیم، سنگ‌های ارزشمند، گوهرها و دیگر فلزات گرانبها) و شماری از معماران، هنرمندان و دانشمندان را به تختگاه پادشاهی افشار آورد.